# Łosie (rejon głębocki)
Łosie (biał. Ласі; ros. Лоси) – wieś na Białorusi, w obwodzie witebskim, w rejonie głębockim, w sielsowiecie Prozoroki.

## Historia
W czasach zaborów w powiecie dzisieńskim, w guberni wileńskiej Imperium Rosyjskiego.
W latach 1921–1945 folwark leżał w Polsce, w województwie wileńskim, w powiecie dziśnieńskim, w gminie Czerniewicze, a od 1929 w gminie Prozoroki.
Według Powszechnego Spisu Ludności z 1921 roku zamieszkiwało tu 39 osób, wszystkie były wyznania prawosławnego i zadeklarowały białoruską przynależność narodową. Było tu 9 budynków mieszkalnych. W 1931 w 9 domach zamieszkiwało 41 osób.
Wierni należeli do parafii rzymskokatolickiej i prawosławnej w Czerniewiczach. Miejscowość podlegała pod Sąd Grodzki w Głębokiem i Okręgowy w Wilnie; właściwy urząd pocztowy mieścił się w Prozorokach.